# 마이클 피스트
마이클 피스트(Micheal Feast, 1946년 11월 2일~)는 영국의 배우이다.

## 출연 작품
- 1971년 프라이빗 로드
- 1972년 브라더 썬 씨스터 문
- 1973년 성프란체스코
- 1986년 아메리칸 웨이
- 1989년 카리브해의 수수께끼(TV영화)
- 1996년 영국식 정원 살인 사건
- 1998년 더 트라이브
- 1998년 벨벳 골드마인
- 1999년 슬리피 할로우
- 2000년 돈키호테
- 2002년 롱 타임 데드
- 2006년 페넬로피
- 2007년 이안 스톤의 죽음
- 2010년 맥베스(TV영화)
- 2011년 호세마리아 신부의 길